# Cardiapoda
Cardiapoda là một chi ốc biển nổi rất nhỏ, là động vật thân mềm chân bụng sống trong vùng nước nổi thuộc họ Carinariidae.
Cặp vòi có kích thước đều nhau và rất phát triển. Vỏ ngoài mỏng.
Chúng có mặt khắp thế giới trong vùng nước nổi của các khu vực biển ấm.

## Các loài
- Cardiapoda placenta (Lesson, 1831) - Cardiapoda phẳng
- Cardiapoda richardi Vayssière, 1903

### Đồng nghĩa
- Cardiapoda acuta Tesch, 1906 (đồng nghĩa của Cardiapoda placenta (Lesson, 1831))
- Cardiapoda carinata D'Orbigny, 1834 (đồng nghĩa của Cardiapoda richardi Vayssière, 1903)
- Cardiapoda pedunculata D'Orbigny, 1835 (đồng nghĩa của Cardiapoda placenta (Lesson, 1831))
- Cardiapoda sublaevis Tesch, 1906 (đồng nghĩa của Cardiapoda placenta (Lesson, 1831))